# Afrolongichneumon ufipicus
Afrolongichneumon ufipicus là một loài tò vò trong họ Ichneumonidae.